# Артеменко Василь Трохимович
Васи́ль Трохи́мович Арте́менко (14 січня 1910, Кам'янець-Подільський — 19 квітня 2001, Бориспіль) — український графік, оформлювач, медальєр; член Спілки радянських художників України від 1964 року.

## Біографічні відомості
Народився 1 [14] січня 1910 року в місті Кам'янці-Подільському (нині Хмельницька область, Україна). 1927 року закінчив Кам'янець-Подільський художній технікум, де навчався у Володимира Шавріна, Володимира Гагенмейстера; 1937 року — Київський інститут кінематографії.
Учасник німецько-радянської війни. Нагороджений орденом Вітчизняної війни II ступеня.
До 1978 року працював у художніх радах Спілки художників України, міністерств легкої та харчової промисловості УРСР, Товариства охорони пам'ятників УРСР. Мешкав у Києві в будинку на вулиці Котовського, № 11. квартира № 93. Помер у Борисполі 19 квітня 2001 року.

## Творчість
Працював у царині оформлювального, медальєрського мистецтва та промислової графіки. Серед робіт:

Медаль «Старий та новий Київ» (аверс/реверс). 1969 рік

- комплекти проспектів для Виставки досягнень народного господарства СРСР (1961);
- альбоми, каталоги: «Каталог вишитих виробів» (1958), «Державний музей українського народного декоративного мистецтва УРСР» (1968);
- проспекти та буклети для міжнародних виставок у Марселі і Загребі (1961) , Монреалі (1968);
- сувенірний набір буклетів «Художні промисли України» (1967);
- сувенірні листівки, медалі «Старий та новий Київ» (1969), «Андріївська церква», «Володимирський собор».

Від 1963 року брав участь у всесоюзних і республіканських виставках.